# 嚳
嚳（？—？），中国歷史中的傳說人物，為五帝之一，号高辛氏，又名夋。又作俈、俊。
祖父為玄囂，少昊金天氏，是黃帝與嫘祖的長子。父親為蟜極。帝顓頊（黃帝與嫘祖的次子昌意之子）是嚳的堂伯父。

## 生平

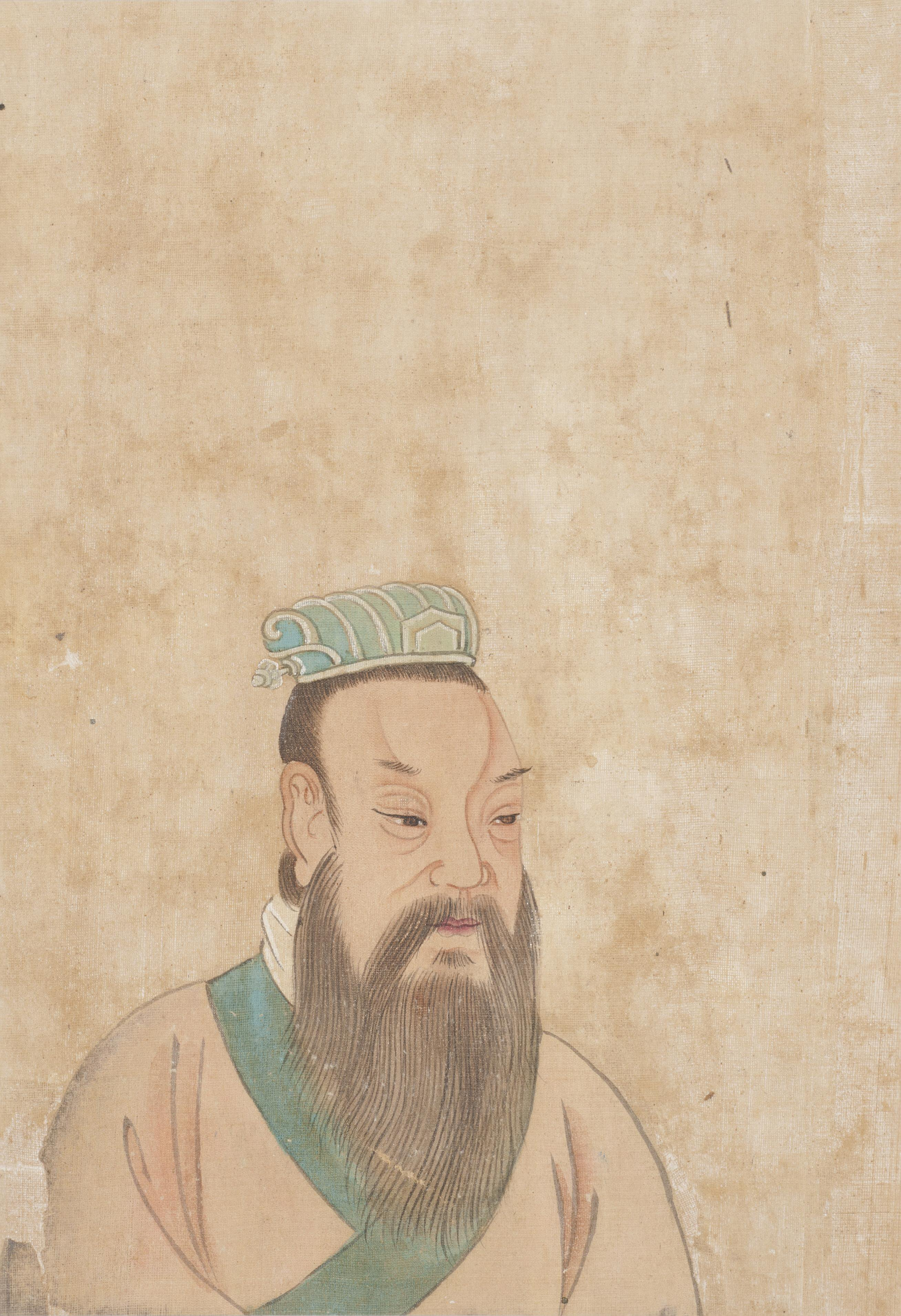
帝嚳

帝嚳自小有德行，聰明能幹。十五歲時，被帝顓頊選為助手，有功，被封于辛（今河南省商丘市睢陽區）。帝顓頊死後，嚳繼承帝位，時年三十歲。

### 战共工
傳說帝嚳繼為天下共主後，以亳為都城，以木德為帝。當時，上游黄河西岸的共工氏實力強大，對嚳繼帝位極為不滿，憤怒得用頭撞擊不周山，使天柱折斷，大地斜向東南，並進而發動反叛。帝嚳下令火正黎帶兵平定共工之亂，失敗而回。帝嚳處死了黎，以黎的弟弟吳回繼任火正，再次領兵對付共工，最後平定叛亂，殺了共工氏。

### 治世
帝嚳以仁愛治國，生活儉樸；平常神色莊重靜穆，品德崇高，廣施恩惠、仁愛、講究信譽。嚳了解民間的疾苦，對天下人都一律平等。絕不違背自然規律，恭敬地祭祀天地鬼神，祈求神靈降福萬民。由於嚳品德崇高，因此深受百姓的愛戴。在嚳的治理下，社會富足，人民安居樂業。
帝嚳亦能知人善任。羿的射箭技術天下無雙，帝嚳選拔他擔任射官，賜給彤弓和蒿矢。羿也不負帝嚳深望，當白難反叛時，羿一舉將其平定。咸黑、柞卜長於音樂和製作樂器，帝嚳命他們為樂官，終於創作出《九招》之樂和鼙鼓、笭、管、壎、簾等新樂器。
帝嚳有四妃。正妃有邰氏名姜嫄，生子棄，即稷，是周朝的始祖。次妃有娀氏名簡狄，生子契，是商朝的始祖。次妃陳豐氏名慶都，生子放勳。次妃娵訾氏名常儀，生摯，帝嚳死後，摯承嚳的帝位，在位九年後禪讓給放勳，也就是帝堯。
相傳帝嚳活了一百零五歲（一說九十二歲），死後安葬於濮陽頓丘城南台陰野中(帝嚳陵)。

## 纪念
曹植作《帝喾赞》颂曰：“祖自轩辕，玄嚣之裔，生言其名。木德治世。抚宁天地，神圣灵宾，教讫四海，明并日明。”
《三国史记》説高句丽王是黄帝之曾孫高辛氏的後裔。

## 家族
- 少典氏，高祖父。
- 附寶，高祖母。
- 黃帝，曾祖父。
- 嫘祖，曾祖母。
- 玄囂，祖父。
- 昌意，叔公。
- 蟜極，父親。
- 陳豐氏名裒[8]，母親。
- 顓頊，堂伯。
- 正妃有邰氏名姜嫄，生子棄，即稷，是周朝的始祖。
- 次妃陳豐氏名慶都，生子放勳（帝堯），唐国始祖，侍奉夏朝、商朝，後成為晋国。
- 次妃娵訾氏名常儀，生子摯。摯承嚳的帝位，在位九年後禪讓給放勳，也就是帝堯。
- 次妃有娀氏名簡狄（简翟），生子契，商朝始祖。
- 次妃有娀氏名建疵，简翟之妹。

## 學術考證
在殷商卜辭中，商人始祖為夒。在甲骨文，嚳被稱為學戊（𦥯戊）。王國維在〈商先公先王考〉中認為，夒與嚳兩字外形相近，因此帝夒即是帝嚳，錯寫為夋，即《山海經》所說的帝俊。郭沫若支持這個說法。
何炳棣認為，帝嚳的古音為告，與帝夒古音為奧，兩字韻部不同，無法拉上關係。

### 引用
1. ↑  司馬遷. . .  [-61].
2. ↑  《字彙補．夂部》：「夋，又與俊同。《綱目冠編》：『帝俈一名夋。』《山海經》作『帝俊』。」、《集韻．入聲．沃韻》：「俈，闕帝高辛之號。亦通作『嚳』。」
3. ↑  金光林（日语）.  (PDF). Journal of cultural interaction in East Asia (東亞文化交涉學會（日语）). 2014: 30. （原始内容 (PDF)存档于2016-03-27） （英语）.
4. ↑  . 國史編纂委員會. （原始内容存档于2017-09-06）.
5. ↑  . 國史編纂委員會. （原始内容存档于2017-09-06）.
6. ↑  . 韓國人文古典研究所. （原始内容存档于2021-08-29）.
7. ↑  . 韓國人文古典研究所. （原始内容存档于2021-08-29）.
8. ↑  《路史·卷十八》：帝嚳高辛氏姬姓曰嚳，一曰逡。嚳之字曰亡斤，黃帝氏之子曰玄囂之後也。父僑極取陳豐氏曰裒，履大跡而生嚳
9. ↑  何炳棣著，《何炳棣思想制度史論》第三章。

### 註解
1. ↑  今河南偃師市
2. ↑  约今河南辉县境

、